# Хукер, Эрл
Эрл Зебеди Хукер (англ. Earl Zebedee Hooker; 15 января 1930 года, Куитмен, штат Миссисипи — 21 апреля 1970, Чикаго, Иллинойс, США) — американский гитарист, один из адептов т. н. чикагского блюза, прославившийся своим мастерством игры на слайд-гитаре. Будучи одним из пионеров электрогитары, стиль Хукера подвергся влиянию его современников — Ти-Боун Уокера и Роберта Найтхока. На протяжении карьеры он выступал с такими блюзовыми исполнителями, как Сонни Бой Уильямсон II, Джуниор Уэллс и Джон Ли Хукер, а также занимался сольными проектами записав несколько синглов и альбомов в качестве лидера группы. Его инструментальный сингл «Blue Guitar» был крайне популярен в окрестностях Чикаго, позже он был перезаписан Мадди Уотерсом под названием «You Shook Me».
В конце 1960-х Хукер начал выступать в колледжах и на клубных концертах, благодаря чему получил несколько контрактов на запись. Умер в 1970 году в возрасте 40 лет из-за осложнений вызванных хроническим туберкулёзом, когда его карьера была на подъёме. Впоследствии влияние стиля Хукера признавалось многими его современниками, включая Би Би Кинга, который говорил: «Для меня он лучший из современных гитаристов. Эпоха. Он был лучшим в слайде. В этом ему не было равных, он был единственным в своём роде». Один из видных популяризаторов блюза Крис Штрахвиц называл Хукера «музыкантом из музыкантов», в свою очередь писатель Себастьян Даншен характеризовал его как «гитарного гения» и «величайшего незамеченного чикагского блюзмейкера».

## Ранняя жизнь
Хукер родился в предместье округа Куитмен, штат Миссисипи, недалеко от Кларксдейла. В 1930 году его родители перевезли семью в Чикаго, во время великой миграции американских негров из сельских районов юга США в начале XX-го века.
Многие в семье Хукера увлекались музыкой (Джон Ли Хукер был его двоюродным братом), и Эрл слышал её живое исполнение с самого раннего возраста. В возрасте около десяти лет Хукер начал самостоятельно осваивать гитару, перенимая всё у окружающих. Тем не менее, он не проявлял интереса к пению из-за ярко выраженного заикания, которое мучило его всю жизнь. В молодости Хукер заразился туберкулёзом от проститутки. Болезнь не вызывала критических осложнений вплоть до середины 1950-х годов, однако требовала периодических госпитализаций, начиная с раннего возраста музыканта.
К 1942 году, когда ему было 12 лет, Хукер начал выступать на чикагских улицах с друзьями детства, включая Бо Диддли. С самого начала его любимой музыкой стал блюз. Несмотря на то, что в этот период жанр (испытывающий сильное влияние кантри) уступал в популярности свингу и джамп-блюзу, в которых также часто фигурировала электрогитара. В 1942 году популярный гитарист Ти-Боун Уокер получил трёхмесячный ангажемент на работу в чикагском клубе Rhumboogi. Он оказал значительное влияние на Хукера, как своей игрой, так и своим сценическим поведением. Блюзовый гитарный стиль Уокера сформированный под влиянием свинга, включая «джазовую манеру, с которой он иногда играл блюзовые гаммы» и сложные аккорды, понравился Хукеру. Сценическая экстравагантность Уокера, которая включала игру на гитаре зубами и за шеей, также повлияла на более поздний сценический образ Хукера.
Примерно в это же время Хукер подружился с Роберта Найтхоком, одним из первых электрогитаристов Чикаго. Найтхок обучал Хукера технике слайд-гитары, включая эксперименты с настройками инструмента и тщательно продуманный подход к звукоизвлечению, и оказал длительное влияние на технику Хукера. Примерно в это же время музыкант познакомился с Джуниором Уэллсом, ещё одной важной фигурой в его карьере. Вдвоём они часто выступали на улицах Чикаго, и иногда, чтобы избежать плохой погоды (или патрулирующих офицеров), выступали в трамваях, переезжая с одной линии на другую через весь город.

## Начало карьеры
Примерно в 1946 году Хукер отправился в Хелену, штат Арканзас, где выступал вместе с Робертом Найтхоком. Помимо этого он сотрудничал с Сонни Бойем Уильямсоном II, иногда появляясь в его радиопередаче, King Biscuit Time, которая транслировалась на местной радиостанции KFFA. В течение следующих двух лет Хукер гастролировал по югу США в качестве члена группы Найтхока. Это стало его знакомством с жизнью странствующего блюзового музыканта (хотя до этого он уже сбегал из дома и путешествовал по дельте Миссисипи). В 1949 году Хукер попытался закрепиться на музыкальной сцене Мемфиса, однако вскоре вернулся к гастрольной жизни, возглавив собственную группу. К началу 1950-х он вернулся в Чикаго где начал регулярно выступать в клубах. Позднее он стал придерживаться этой схемы на протяжении большей часть своей жизни: длинные гастроли с различными музыкантами перемежались с резидентством в разных городах (с попытками прославиться на местных сценах), после чего следовало возвращение на чикагскую клубную сцену. За это время он создал группу с блюзовым барабанщиком и вокалистом Артуром Ли Стивенсоном, больше известным под псевдонимом Kansas City Red.
В 1952 году Хукер начал записываться для нескольких независимых рекорд-лейблов. Его ранние синглы часто приписывали вокалистам, с которыми он сотрудничал в то время, хотя некоторые инструментальные треки (и иногда его вокал) были выпущены под собственным именем артиста. Песни Хукера, блюзовых и ритм-энд-блюзовых исполнителей, включая Джонни О'Нила, Литтла Сэма Дэвиса, Бойда Гилмора, Пайнтопа Перкинса, The Dells, Арби Стидхэма, Лоренцо Смита и Гарольда Тидуэлла, были записаны для лейблов King Records, Rockin’ Records, Sun Records, Argo Records, Vee-Jay Records, States Records, United Records и C. J. Records (некоторые из этих записей, включая все сессии Sun, были изданы позе). В этот период Хукеру на губной гармонике часто аккомпанировал блюзмен Литтл Артур Дункан.
Среди этих ранних синглов было первое записанное Хукером вокальное исполнение — интерпретация классического блюза «Black Angel Blues». Несмотря на более чем компетентный окал музыканта ему не хватало силы, обычно ассоциируемой с блюзовыми певцами. «Sweet Angel» Хукера (1953 год, Rockin’ 513) основанный на «Black Angel Blues» Найтхока (1949) продемонстрировал, что «на нынешний момент Хукер превзошёл своего учителя». В 1956 году Би Би Кинг записал хит со своей интерпретацией «Sweet Little Angel». Одним из самых успешных синглов Хукера в этот период был «Frog Hop», записанный в 1956 году (Argo 5265), оптимистичный инструментальный трек, в котором можно услышать влияние свинг-блюза и аккордовых техник Ти-Боун Уокера, а также прослеживается собственный стиль Хукера.

## Запись на лейблах Chief, Profile и Age
Несмотря на серьёзный приступ туберкулёза в 1956 году, который потребовал госпитализации, Хукер вернулся к выступлениям в чикагских клубах и гастролям на юге. К концу 1959 года Джуниор Уэллс привёл Хукера в группу лейблов Chief-Profile-Age, с которой тот начал один из самых плодотворных периодов своей музыкальной карьеры. Их первая совместная запись, «Little by Little» (Profile 4011), стала хитом в следующем году, достигнув 23-го места в чарте Billboard Hot R&B Sides. Благодаря этому успеху и с главой и продюсером лейбла, Мэлом Лондоном, Хукер стал домашним гитаристом Chief. С 1959 по 1963 год он появился примерно на сорока ведущих записях, включая синглы для Уэллса, Лилиан Оффитт, Мэджик Сэмом, Эй Си Рида, Рики Аллена, Реджи «Гитара» Бойд, Джонни «Биг Мус» Уокер и Джеки Бренстона, а также синглы, на которых Хукер был основным исполнителем. Он принимал участие практически во всех записях Уэллса, включая «Come On in This House», «Messin’ with The Kid» и «It Hurts Me Too», которые оставались в репертуаре музыканта до конца его карьеры. Хукер регулярно выступал с Уэллсом во второй половине 1960-х и большую часть 1961 года.
Хукер выпустил несколько инструменталов для дочерних лейблов Chief Records, в том числе медленный блюз «Calling All Blues» (Chief 7020) в 1960 году, в котором он играл на слайд-гитаре, и «Blues in D Natural» (Chief 7016), также в 1960 году, в котором он переключался между ладовой и слайд-гитарой. Случайная запись перед сессией запечатлела, возможно, самую известную композицию Хукера (хотя и под другим названием). Во время разминки перед записью в мае 1961 года Хукер и его группа сыграли импровизированный медленный блюз для слайд-гитары. Мелодия прозвучала единожды, и Хукер, по-видимому, не знал, что её записывают. Продюсер Мел Лондон сохранил кассету и, когда искал материал для выпуска следующей весной, выпустил её под названием «Blue Guitar» (Age 29106). «Песня Эрла продавалась необычайно хорошо для инструментальной блюзовой композиции», и чикагские блюзмены начали включать её в свои сеты.
Предвкушая больший коммерческий потенциал «Blue Guitar» Хукера, Леонард Чесс обратился к Лондону с просьбой использовать её для следующей пластинки Мадди Уотерса. Соглашение было достигнуто, и в июле 1962 года Уотерс наложил вокал (с текстом авторства Уилли Диксона) на сингл Хукера. Песня, переименованная в «You Shake Me», имела успех, и Чесс наняла Хукера записать ещё три инструментальные композиции для последующего переложения Уотерса. Одна из песен, «You Need Love», опять же с текстом Диксона, также имела большой успех и «продавалась лучше, чем записи Мадди в начале шестидесятых». Впоследствии британская рок-группа Led Zeppelin ещё добилась бо́льшего успеха со своими интерпретациями песен Хукера и Уотерса — «You Shake Me» и «You Need Love».
Во время работы на Chief Records Хукер записывал синглы в качестве сайдмена для Бобби Сакстона и Бетти Эверетт, а также под своим имени для его дочерних лейблов — Bea & Baby, C. J. и Checker. К 1964 году Chief прекратил своё существование из-за финансовых проблем, положив конец самому многолетнему сотрудничеству Хукера. Некоторые из записей сделанных для Chief-Profile-Age приравниваются к лучшим в карьере музыканта.

## Запись на лейблах Cuca и Arhoolie
Хукер продолжил гастролировать и начал записываться на лейблах Cuca Records, Jim-Ko, C.J., Duplex и Glob. Несколько песен, записанных для Cuca в период с 1964 по 1967 год, впоследствии были выпущены на его первом сольном альбоме The Genius of Earl Hooker. Альбом был составлен из инструментальных композиций, включая медленный блюз «The End of the Blues» и некоторые мелодии, заимствующие последние популярные музыкальные тенденции, такие как ранний фанк под влиянием «Two Bugs in a Rug» (намёк на его туберкулёз, сокращённо пишется TB). В конце лета 1967 года у Хукера случился серьёзный туберкулёзный приступ, и он был госпитализирован почти на год.
В 1968 году, когда Хукера выписали из больницы, он собрал новую группу и начал выступать в чикагских клубах и гастролировать, вопреки совету своего врача. Группа включающая пианиста Пайнтопа Перкинса, харпера Кэри Белла, басиста Джено Скэггсома, вокалиста Эндрю Одомома и педального слайд-гитариста Фредди Рулетта была «широко признана» и «считалась одной из лучших, с которыми когда-либо выступал Эрл». По рекомендации Бадди Гая компания Arhoolie Records записала альбом Хукера и его новой группы под названием Two Bugs and a Roach. Лонгплей, выпущенный весной 1969 года, включал в себя смесь инструментальных композиций и песен с вокалом Одома, Белла и Хукера. Для одного из своих вокальных треков Хукер выбрал песню «Anna Lee» основанную на композиции «Annie Lee Blues» Роберта Найтхока (1949). Как и в случае с «Sweet Angel», Хукер признал влияние своего наставника, но пошёл дальше версии Найтхока, чтобы создать свою собственную интерпретацию. В свою очередь «блестящий инструментальный трек навеянный бибопом» «Off The Hook» продемонстрировал джазовые пристрастия музыканта. Альбом Two Bugs and a Roach был чрезвычайно хорошо принят как критиками так и публикой" и «сегодня являются одним из лучших примеров музыкального наследия Хукера».

## Запись на лейблах Blue Thumb и Bluesway
1969 год был важным в карьере Хукера. Он снова объединился с Джуниором Уэллсом, выступая на более высокооплачиваемых концертах в колледжах и клубах, включая чикагский «Kinetic Playground». Однако их дует просуществовал недолго, и в мае 1969 года, собрав группу новых музыкантов, Хукер записал материал, который позже был выпущен под названием Funk: Last Of The Late Great Earl Hooker. Также в мае, после рекомендации Айка Тёрнера (с которым он впервые гастролировал в 1952 году), Хукер отправился в Лос-Анджелес, чтобы записать альбом Sweet Black Angel для лейбла Blue Thumb Records с аранжировками и фортепианным сопровождением Тёрнера. Альбом включал интерпретации Хукера нескольких блюзовых стандартов, таких как «Sweet Home Chicago» (с Хукером на вокале), «Drivin' Wheel», «Cross Cut Saw», «Catfish Blues» и одноимённый заглавный трек. Находясь в Лос-Анджелесе, Хукер посещал клубы и несколько раз играл с Альбертом Коллинзом в «Ash Grove», а также выступал с другими музыкантами, включая Джими Хендрикса.
По окончании сессий Blue Thumb Records Хукер и его группа поддержали двоюродного брата музыканта — Джона Ли Хукера на серии клубных концертов в Калифорнии, после чего Джон Ли использовал их для записи сольного альбома на лейбле Bluesway Records. Получившийся альбом, John Lee Hooker Featuring Earl Hooker — If You Miss 'Im … I Got 'Im, познакомил Эрла Хукера с лейблом Bluesway, дочерней компанией ABC и постоянным лейблом для Би Би Кинга. В 1969 году он записал ещё шесть альбомов для Bluesway: сольный Don’t Have to Worry, а также пластинки Эндрю Одома, Джонни «Биг Муса» Уокера, Чарльза Брауна, Джимми Уизерспуна, Брауни Макги и Сонни Терри.
Альбом Хукера Don’t Have to Worry включал в себя вокальные исполнения как самого гитариста, так и Уокера и Одома, а также инструментальные партии. Студийные сессии имели «согласованность и последовательность», что помогло сделать альбом ещё одной частью «лучшего музыкального наследия Хукера». Во время гастролей со своей группой по Калифорнии, в июле 1969 года, Хукер побывал в районе залива Сан-Франциско, где выступал в клубах и колледжах, а также на рок-площадках, таких как «The Matrix» и «The Fillmore West». В Беркли он и его группа, объявленная как Earl Hooker and His Chicago Blues Band, выступали в клубе «Mandrake» в течение двух недель, пока он записывал второй альбом для лейбла Arhoolie. Пластинка, Hooker and Steve, была записана вместе с Луи Майерсом на гармонике, Стивом Миллером на клавишных, Гено Скэггсом на басу и Бобби Робинсон на ударных. На этом альбоме Хукер делил вокал с Миллером и Скэггсом.

## Последние выступления
После гастролей по Калифорнии Хукер вернулся в Чикаго и регулярно выступал по всему городу. Он появился на первом Чикагском блюзовом фестивале 30 августа 1969 года, который собрал около 10 000 человек. В октябре 1969 года гитарист гастролировал по Европе в рамках Американского фестиваля фолка и блюза, сыграв двадцать концертов за двадцать три дня в девяти странах. Его сеты были хорошо приняты и получили положительные отзывы. «Поездка за границу стала своего рода апофеозом для Хукера, который рассматривал её, наряду с его поездками в Калифорнию, как кульминацию своей карьеры». Это турне истощило Хукера, и «друзья [музыканта] заметили серьёзное ухудшение его здоровья по возвращении домой». В период с ноября по начало декабря 1969 года Хукер отыграл несколько концертов в Чикаго (в том числе с Джуниором Уэллсом) после чего был госпитализирован.
Хукер умер 21 апреля 1970 года в возрасте 40 лет от осложнений, вызванных туберкулёзом. Он похоронен на кладбище Рествейл, в пригороде Чикаго Элсипе.

## Наследие
Джими Хендрикс называл Эрла Хукера «мастером педали wah-wah». Бадди Гай спал с одним из слайдов Хукера под подушкой, надеясь перенять часть «музыкальной силы» старшего товарища. В свою очередь Би-Би Кинг неоднократно говорил, что Хукер был очень хорош в своём деле — лучшим гитаристом, которого он когда-либо встречал.
В отличие от своих современников Элмора Джеймса и Мадди Уотерса, Хукер использовал стандартную настройку для слайд-гитары. Музыкант пользовался коротким стальным слайдом, который позволял ему с большей лёгкостью переключаться между слайдовой и ладовой техниками игры на инструменте. Часть уникального звучания Хукера приписывалось его лёгкому прикосновению слайда к струнам, технике, которой он научился у Роберта Найтхока. «Вместо использования эффектов глиссандо с полным аккордом, [Эрл] предпочитал более тонкие одиночные партии, унаследованные от других [гитаристов], которые играли слайдом в стандартном строе, [таких как] Тампа Ред, Хьюстон Стэкхаус, а также его наставник — Роберт Найтхок». В дополнение к мастерству игры при помощи слайда, Хукер был крайне техничным классическим соло и ритм-гитаристом. В то время, когда многие блюзмены подражали Би Би Кингу, Хукер придерживался своей собственной уникальной манере. Хотя в душе он был блюзовым гитаристом, Хукер являлся адептом нескольких музыкальных стилей, которые он включал в свой репертуар, когда они подходили для текущего выступления. В зависимости от настроения и реакции аудитории, концерты Хукера могли включать блюз, буги-вуги, ритм-энд-блюз, соул, би-боп, поп и даже кантри-вестерн.
Хукер был ярким шоуменом в стиле Ти-Боун Уокера и предшествовал другим гитаристам с аналогичным сценическим подходом, таким как Гитара Слим и Джонни «Гитара» Уотсон. Музыкант одевался в экстравагантные наряды и играл на струнах зубами или ногами, а также закинув гитару за шею или между ног. Кроме того, Хукер играл на гитаре с двойным грифом, сначала на шестиструнной гитарной и четырёхструнной басовой комбинации, а затем на двенадцатиструнной и шестиструнной комбинации. После того как в 1967 году у него случился приступ туберкулёза, он иногда играл сидя и использовал более лёгкую гитару с одним грифом. В жанре, который до этого обычно избегал гаджетов, Хукер был исключением. Он экспериментировал с усилением и использовал эффекты эхо и дилея, включая «дабл-трекинг гитарной партии во время песни, [чтобы] у него могли звучать два параллельных гитарных соло в гармонии». В 1968 году начал использовать педаль wah-wah, чтобы добавить эффект вокала к некоторым своим соло.
Хукер не получил такого общественного признания, как некоторые из его современников, но был высоко оценён коллегами-музыкантами. Многие считают его одним из величайших современных блюз-гитаристов, наряду с Уэйном Беннетом, Бобби «Блю» Блэндом, Альбертом Коллинзом, Уилли Диксоном, Ронни Эрлом, Тинсли Эллисом, Дэвидом Уильямом Кирни, Бадди Гаем, Джоном Ли Хукером, Альбертом Кингом, Би Би Кингом, Литтл Милтоном, Луи Майерсом, Лаки Петерсоном, Отисом Рашем, Джо Луи Уокером и Джуниором Уэллсом. В 2013 году Хукер был включён в Зал славы блюза, в брифинге которого отмечалось — «Эрл Хукер был „бриллиантом среди блюзовых гитаристов“ (англ. blues guitarists' guitarist), самым уважаемым шестиструнным волшебником в кругах чикагских блюзовых музыкантов в 1950-х и 60-х годах».

## Избранная дискография
Ниже перечислены альбомы Хукера выпущенные за время его карьеры, а также изданные после его смерти сборники.
| Год  | Название                                        | Лейбл          | Примечания                                                                     |
| ---- | ----------------------------------------------- | -------------- | ------------------------------------------------------------------------------ |
| 1968 | The Genius of Earl Hooker                       | Cuca           | Recorded in Sauk City, WIsconsin, 1964–67                                      |
| 1969 | 2 Bugs and a Roach                              | Arhoolie       | Recorded in Chicago, 1968                                                      |
| 1969 | Sweet Black Angel                               | Blue Thumb     | Recorded in Los Angeles, 1969                                                  |
| 1969 | Don't Have to Worry                             | BluesWay       | Recorded in Los Angeles, 1969                                                  |
| 1970 | If You Miss 'Im...I Got 'Im                     | BluesWay       | with John Lee Hooker                                                           |
| 1970 | Hooker and Steve                                | Arhoolie       | Recorded in Berkeley, 1969                                                     |
| 1972 | Funk: The Last of the Great Earl Hooker         | Blues on Blues | Recorded in Chicago, 1969                                                      |
| 1972 | His First and Last Recordings                   | Arhoolie       | Sun and Arhoolie recordings, 1953, 1968–69                                     |
| 1972 | There's a Fungus Amung Us                       | Red Lightning  | Cuca recordings, 1964–67 (reissue of the 1968 album The Genius of Earl Hooker) |
| 1973 | I Couldn't Believe My Eyes                      | BluesWay       | With Brownie McGhee and Sonny Terry - Recorded in Los Angeles, 1969            |
| 1985 | Play Your Guitar, Mr. Hooker!                   | Black Magic    | Cuca recordings, 1964–68                                                       |
| 1993 | Play Your Guitar, Mr. Hooker!                   | Black Top      | Cuca recordings, 1964–68 (reissue of the 1985 album on Black Magic)            |
| 1998 | The Moon Is Rising                              | Arhoolie       | Arhoolie, live recordings, 1968–69                                             |
| 1999 | Simply the Best: Earl Hooker Collection         | MCA            | Chess, Blue Thumb and Bluesway recordings, 1956–69                             |
| 2003 | Blue Guitar: The Chief and Age Sessions 1959–63 | P-Vine         | Chief, Profile and Age recordings, 1959–63                                     |
| 2006 | An Introduction to Earl Hooker                  | Fuel           | Chief and Age recordings, 1959–62                                              |